# Liste von Leuchttürmen in Kap Verde
Die Liste von Leuchttürmen in Kap Verde nennt Leuchttürme des Staats Kap Verde und der gleichnamigen vulkanischen Inselgruppe vor der Nordwestküste Afrikas.
Die Inseln liegen in zwei konvergierenden Linien nach Osten hin. Die nördliche Gruppe heißt Ilhas de Barlavento (Inseln über dem Winde) und die südliche Gruppe heißt Ilhas de Sotavento (Inseln unter dem Winde). Die Leuchttürme werden von der Direktion für Marine und Häfen („Direcção Geral de Marinha e Portos“, kurz DGMP) verwaltet. Die Sortierung erfolgt geografisch nach diesen beiden Inselgruppen.

## Liste

### Ilhas de Barlavento
| Name                                                  | Insel              | Gewässer           | Position                         | Baujahr(e) | Turmhöhe     | Feuerhöhe | Kennung          | Bild |
| ----------------------------------------------------- | ------------------ | ------------------ | -------------------------------- | ---------- | ------------ | --------- | ---------------- | --- |
| Farol de Fontes Pereira de Melo                       | Santo Antão        | Atlantischer Ozean | 17° 6′ 51,7″ N, 24° 58′ 12,8″ W  | 1886       | 16 m         | 162 m     | Fl.(4)W.20s      | |
| Farol da Ponta Magrande                               | Santo Antão        | Atlantischer Ozean | 17° 3′ 14,4″ N, 25° 21′ 25,8″ W  | k. A.      | 3 m          | 112 m     | Fl.(2)W.10s      | Bild gesucht Die Wikipedia wünscht sich an dieser Stelle ein Bild vom hier behandelten Ort. Falls du dabei helfen möchtest, erklärt die Anleitung , wie das geht. BW |
| Farol da Ponta do Sol                                 | Santo Antão        | Atlantischer Ozean | 17° 12′ 14,9″ N, 25° 5′ 22,6″ W  | k. A.      | ca. 10 Meter | 15 m      | Fl.W.4s          | |
| Farol de Dona Amélia                                  | São Vicente        | Atlantischer Ozean | 16° 49′ 36,1″ N, 25° 5′ 7,4″ W   | 1894       | 14 m         | 56 m      | Fl.W.5s          | |
| Farol de Dom Luis (auch: Farol do Ilhéu dos Pássaros) | Ilhéu dos Pássaros | Atlantischer Ozean | 16° 54′ 37,5″ N, 25° 0′ 42,3″ W  | 1882       | 5 m          | 86 m      | Fl(3)W.12s       | |
| Farol da Ponta de Leste                               | São Nicolau        | Atlantischer Ozean | 16° 34′ 9″ N, 24° 0′ 37″ W       | k. A.      | 8 m          | 73 m      | Fl.(4) 10s       | Bild gesucht Die Wikipedia wünscht sich an dieser Stelle ein Bild vom hier behandelten Ort. Falls du dabei helfen möchtest, erklärt die Anleitung , wie das geht. BW |
| Farol da Preguiça (auch: Farol do Porto Velho)        | São Nicolau        | Atlantischer Ozean | 16° 33′ 42″ N, 24° 17′ 6,1″ W    | k. A.      | 7 m          | 25 m      | Fl.(2+1) R15s    | Bild gesucht Die Wikipedia wünscht sich an dieser Stelle ein Bild vom hier behandelten Ort. Falls du dabei helfen möchtest, erklärt die Anleitung , wie das geht. BW |
| Farol do Barril                                       | São Nicolau        | Atlantischer Ozean | 16° 36′ 18,6″ N, 24° 25′ 6,5″ W  | 1891       | 9 m          | 13 m      | Fl.(3) W 12s     | |
| Farol da Ponta Norte                                  | Sal                | Atlantischer Ozean | 16° 51′ 5″ N, 22° 54′ 53,5″ W    | ca. 1940   | 5 m          | 16 m      | Fl.(3) W 12s     | |
| Farol de Pedra de Lume                                | Sal                | Atlantischer Ozean | 16° 45′ 45,6″ N, 22° 53′ 20,4″ W | k. A.      | 5 m          | 13 m      | F R (bei Bedarf) | |
| Farol da Ponta de Vera Cruz                           | Sal                | Atlantischer Ozean | 16° 35′ 47″ N, 22° 54′ 15″ W     | k. A.      | 4 m          | 5 m       | F R              | |
| Farol da Ponta do Sinó                                | Sal                | Atlantischer Ozean | 16° 21′ 7,2″ N, 22° 33′ 6,1″ W   | 1892       | 9 m          | 11 m      | Fl.(2+1) W15s.   | |
| Farol da Ponta Varandinha                             | Boa Vista          | Atlantischer Ozean | 16° 13′ 51,6″ N, 22° 34′ 32,2″ W | k. A.      | 7 m          | 22 m      | Fl.(2) W6s.      | |
| Farol do Morro Negro                                  | Boa Vista          | Atlantischer Ozean | 16° 6′ 8,7″ N, 22° 40′ 38,7″ W   | 1886/1930  | 12 m         | 163 m     | Fl.W 20s.        | |
| Farol da Ponta do Sol                                 | Boa Vista          | Atlantischer Ozean | 16° 13′ 21,3″ N, 22° 54′ 48,9″ W | nn         | nn           | nn        | nn               | Bild gesucht Die Wikipedia wünscht sich an dieser Stelle ein Bild vom hier behandelten Ort. Falls du dabei helfen möchtest, erklärt die Anleitung , wie das geht. BW |
| Farol da Ponte-Cais Sal-Rei                           | Boa Vista          | Atlantischer Ozean | 16° 10′ 45,1″ N, 22° 55′ 43,8″ W | 1888       | 8 m          | 28 m      | Fl.(5) WR 20s.   | Bild gesucht Die Wikipedia wünscht sich an dieser Stelle ein Bild vom hier behandelten Ort. Falls du dabei helfen möchtest, erklärt die Anleitung , wie das geht. BW |
| Farol da Ponta da Escuma                              | Ilhéu de Sal Rei   | Atlantischer Ozean | 16° 10′ 21,3″ N, 22° 55′ 54,9″ W | 1888       | 8 m          | 28 m      | Fl(5) WR 20s     | |

### Ilhas de Sotavento
| Name                                                                      | Insel         | Gewässer           | Position                         | Baujahr(e) | Turmhöhe | Feuerhöhe | Kennung        | Bild |
| ------------------------------------------------------------------------- | ------------- | ------------------ | -------------------------------- | ---------- | -------- | --------- | -------------- | --- |
| Farol do Forte de S. José                                                 | Maio          | Atlantischer Ozean | 15° 4′ 52,3″ N, 23° 7′ 28,2″ W   | 1887       | 18 m     | 22 m      | Fl(3)R.12s     | Bild gesucht Die Wikipedia wünscht sich an dieser Stelle ein Bild vom hier behandelten Ort. Falls du dabei helfen möchtest, erklärt die Anleitung , wie das geht. BW |
| Farol da Ponta Cais                                                       | Maio          | Atlantischer Ozean | 15° 12′ 5,4″ N, 23° 6′ 16,9″ W   | k. A.      | 7 m      | 14 m      | Fl W.7s        | Bild gesucht Die Wikipedia wünscht sich an dieser Stelle ein Bild vom hier behandelten Ort. Falls du dabei helfen möchtest, erklärt die Anleitung , wie das geht. BW |
| Farol da Ponta do Lobo                                                    | Santiago      | Atlantischer Ozean | 14° 59′ 13,7″ N, 23° 25′ 49,3″ W | 1887       | 9 m      | 17 m      | Fl(2)W.6s      | |
| Farol de D. Maria Pia (auch: Farol da Ponta Temerosa oder Farol da Praia) | Santiago      | Atlantischer Ozean | 14° 54′ 1,5″ N, 23° 30′ 33″ W    | 1881       | 21 m     | 25 m      | Fl(2)W.6s      | |
| Farol da Ponta Preta                                                      | Santiago      | Atlantischer Ozean | 15° 10′ 24,2″ N, 23° 27′ 41,8″ W | 1889       | 6 m      | 34 m      | Fl(3)W.12s     | |
| Farol da Ponta Moreia                                                     | Santiago      | Atlantischer Ozean | 15° 12′ 6,5″ N, 23° 26′ 36,2″ W  | k. A.      | 8 m      | 97 m      | Fl(5)W.20s     | Bild gesucht Die Wikipedia wünscht sich an dieser Stelle ein Bild vom hier behandelten Ort. Falls du dabei helfen möchtest, erklärt die Anleitung , wie das geht. BW |
| Farol de Alcatraz                                                         | Fogo          | Atlantischer Ozean | 14° 30′ 5″ N, 24° 11′ 6,7″ W     | k. A.      | 3 m      | 135 m     | Fl W.4s        | Bild gesucht Die Wikipedia wünscht sich an dieser Stelle ein Bild vom hier behandelten Ort. Falls du dabei helfen möchtest, erklärt die Anleitung , wie das geht. BW |
| Farol do Ilhéu de Cima                                                    | Ilhéu de Cima | Atlantischer Ozean | 14° 34′ 31,8″ N, 24° 22′ 59,2″ W | k. A.      | 4 m      | 80 m      | Fl(3) W 12s    | |
| Farol da Ponta da Jalunga                                                 | Brava         | Atlantischer Ozean | 14° 31′ 57,4″ N, 24° 24′ 9,4″ W  | 1891       | 8 m      | 26 m      | Fl(2+1) W 15.s | Bild gesucht Die Wikipedia wünscht sich an dieser Stelle ein Bild vom hier behandelten Ort. Falls du dabei helfen möchtest, erklärt die Anleitung , wie das geht. BW |
| Farol da Ponta Nhô Martinho                                               | Brava         | Atlantischer Ozean | 14° 28′ 52,3″ N, 24° 25′ 33,6″ W | k. A.      | 4 m      | 29 m      | Fl(2+1) W.15s  | Bild gesucht Die Wikipedia wünscht sich an dieser Stelle ein Bild vom hier behandelten Ort. Falls du dabei helfen möchtest, erklärt die Anleitung , wie das geht. BW |